# Saverio Persico
Saverio Persico (...) è un pittore italiano, attivo in Italia meridionale durante il Settecento.

## Biografia
Pittore di origine napoletana noto anche come Xaverio. Nonostante le poche notizie biografiche è plausibile che sia stato allievo o comunque influenzato dall'opera di Francesco Solimena. Operò in diverse città del regno di Napoli, come Napoli, Chieti, Ariano, Nocera dei Pagani, Gravina di Puglia e Sant'Agata dei Goti, nella quale decorò il coro d'inverno del duomo.

## Opere
- Immacolata Concezione in conversazione con San Nicola e San Gennaro (1759), Cattedrale di San Giustino, Chieti;
- Ultima cena (1760), Chiesa del Corpo di Cristo, Nocera Inferiore;
- San Tommaso (1789), Cattedrale di San Giustino, Chieti;
- La cacciata dei demoni dal Paradiso, Chiesa del Corpo di Cristo, Nocera Inferiore;
- Madonna col Bambino e San Nicola di Myra, Museo della Fondazione Ettore Pomarici Santomasi, Gravina di Puglia;
- Maddalena penitente, Museo della Fondazione Ettore Pomarici Santomasi, Gravina di Puglia;
- Allegoria dell'Asia, Museo della Fondazione Ettore Pomarici Santomasi, Gravina di Puglia;
- Allegoria dell'America, Museo della Fondazione Ettore Pomarici Santomasi, Gravina di Puglia;
- San Francesco in preghiera davanti al Crocifisso, Museo della Fondazione Ettore Pomarici Santomasi, Gravina di Puglia;
- Addolorata, Museo della Fondazione Ettore Pomarici Santomasi, Gravina di Puglia;
- San Giuseppe col Bambino, Museo della Fondazione Ettore Pomarici Santomasi, Gravina di Puglia;
- Cristo coronato di spine, Museo della Fondazione Ettore Pomarici Santomasi, Gravina di Puglia;
- Santa Barbara e la Vergine che mostra il Bambino a San Luigi Gonzaga, Museo della Fondazione Ettore Pomarici Santomasi, Gravina di Puglia;
- Madonna della scala, Museo della Fondazione Ettore Pomarici Santomasi, Gravina di Puglia;
- San Giovanni, volta della Cattedrale di Santa Maria Assunta, Ariano Irpino;
- San Matteo, volta della Cattedrale di Santa Maria Assunta, Ariano Irpino;
- San Nicola, Oratorio della Confraternita dei Bianchi dello Spirito Santo, Napoli.
- Sant'Antonio da Padova con il Bambino, Chiesa di Santa Maria Assunta in Cielo e delle Anime del Purgatorio, Cava de'Tirreni.